# Brycinus ferox
Brycinus ferox är en fiskart som först beskrevs av Hopson 1982.  Brycinus ferox ingår i släktet Brycinus och familjen Alestidae. IUCN kategoriserar arten globalt som livskraftig. Inga underarter finns listade.